# جان بوزمن
جان بوزمن (به انگلیسی: John Boozman) (زادهٔ ۱۰ دسامبر ۱۹۵۰) سناتور ایالت آرکانزاس در سنای ایالات متحده آمریکا است که برای نخستین‌بار در ۳ ژانویه ۲۰۱۱ به‌عضویت این مجلس درآمد. وی در زمرهٔ سناتورهای گروه سوم است که به‌مدت ۶ سال در سنا حضور دارند و تا تاریخ ۳ ژانویه ۲۰۱۷ در این مجلس خواهد بود.